# 讷维尔叙马尔日瓦勒
讷维尔-叙马尔日瓦勒（法語：Neuville-sur-Margival，法語發音：[nøvil syʁ maʁʒival]，意为“马尔日瓦勒上方的讷维尔”）是法国上法蘭西大區埃纳省的一个市镇，属于苏瓦松区。

## 地名
法语词“sur”意为“在……上方”，在地名中常接河名，此时地名按“XXX河畔XXX”译，但此处的“马尔日瓦勒”（Margival）并不是河名，而是临近的一个市镇，“Neuville-sur-Margival”一名意为“马尔日瓦勒上方的讷维尔”。

## 地理
讷维尔-叙马尔日瓦勒（49°27'10"N, 3°24'2"E）面积3.65 平方千米，位于法国上法蘭西大區埃纳省，该省份为法国北部内陆省份，北起北部省，西接索姆省和瓦兹省，东临阿登省和马恩省，西南至塞纳-马恩省，东北部与比利时接壤。
与讷维尔-叙马尔日瓦勒接壤的市镇（或旧市镇、城区）包括：拉福、马尔日瓦勒、泰尔尼-索尔尼、沃克萨永。
讷维尔-叙马尔日瓦勒的时区为UTC+01:00、UTC+02:00（夏令时）。

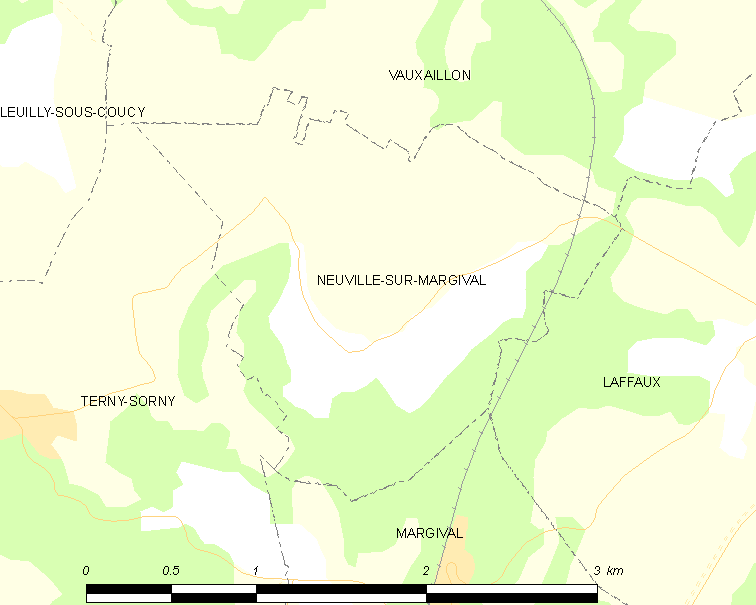
讷维尔-叙马尔日瓦勒的OSM定位图

## 行政
讷维尔-叙马尔日瓦勒的邮政编码为02880，INSEE市镇编码为02551。

## 政治
讷维尔-叙马尔日瓦勒所属的省级选区为塔德努瓦地区费尔县。

## 人口

1962-2008年间讷维尔-叙马尔日瓦勒人口变化图示

讷维尔-叙马尔日瓦勒于2022年1月1日时的人口数量为114人。